# 菱湖楚克拉虫
菱湖楚克拉虫（学名：Zschokkella linghuensis）为两极科楚克拉虫属的动物。在中国，分布于浙江等，营寄生生活，寄生在鲤的胆囊。